# Oulujoki (fleuve)
Pour l’article homonyme, voir Oulujoki.
Le fleuve Oulujoki (en finnois : Oulujoki) est un cours d'eau de la province d'Oulu en Finlande.

## Description
Il est originaire du lac Oulu (Oulujärvi), l'un des plus grands de Finlande (à 122 m d'altitude), et se jette dans la mer Baltique (golfe de Botnie) à Oulu.

## Affluents
Les affluents du fleuve Oulu de la côte à l'arrière-pays sont::
- Sanginjoki
- Muhosjoki
- Oisavanjoki
- Utosjoki
- Oilinginoja
- Kutujoki

## Centrales hydroélectriques
Ce fleuve est équipé de douze centrales hydroélectriques, avec une production énergétique annuelle de 2600 GWh.
- Centrale hydroélectrique d'Ämmä (fi)
- Centrale hydroélectrique d'Aitto
- Centrale hydroélectrique de Seitenoikea
- Centrale hydroélectrique de Leppikoski
- Centrale hydroélectrique de Jylhämä (1952)
- Centrale hydroélectrique de Nuojua (1955)
- Centrale hydroélectrique de Utanen (1957)
- Centrale hydroélectrique d'Ala-Utos (1957)
- Centrale hydroélectrique de Pälli (1954)
- Centrale hydroélectrique de Pyhäkoski (1951)
- Centrale hydroélectrique de Montta (1957)
- Centrale hydroélectrique de Merikoski (1954)

## Galerie

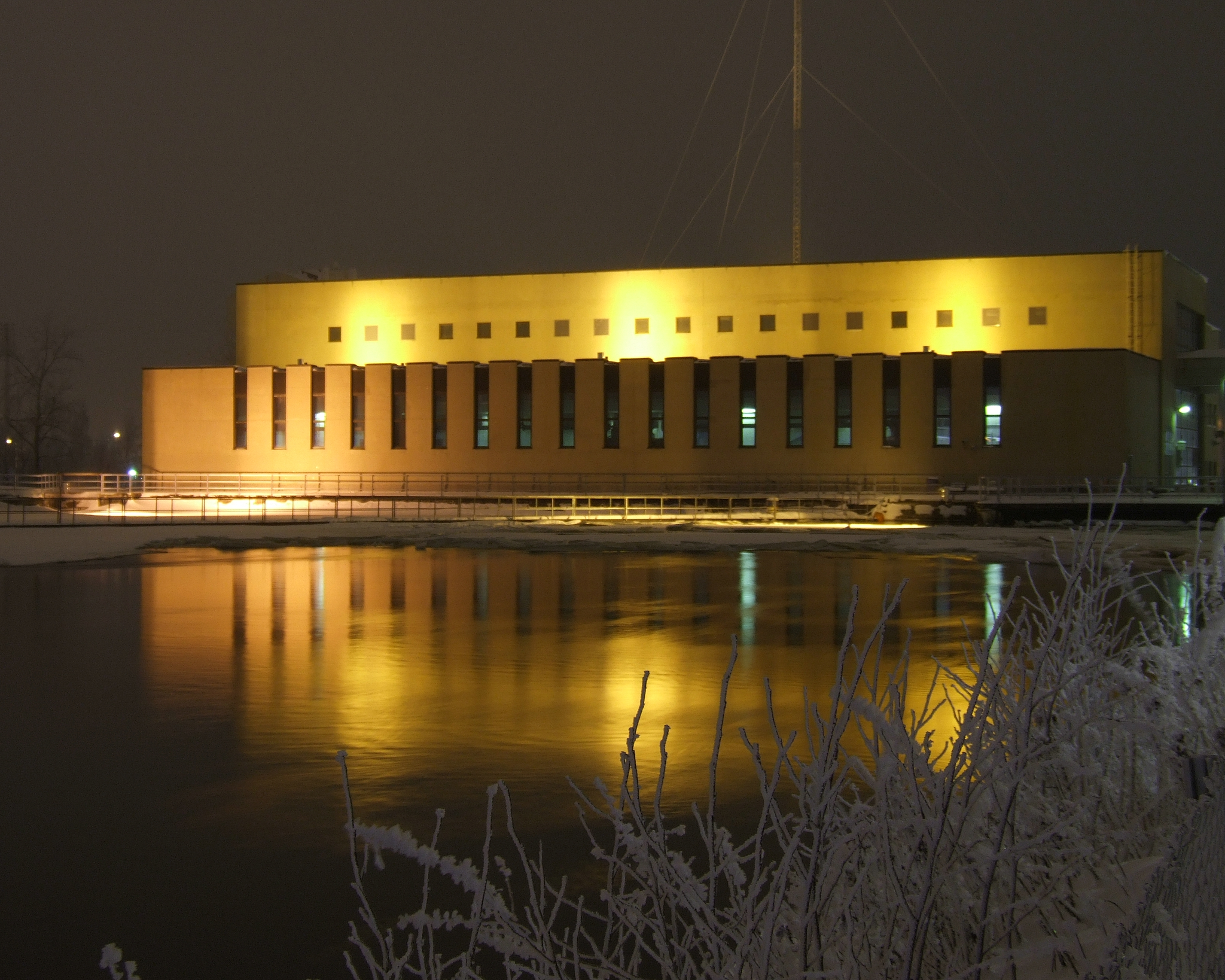
Centrale hydroélectrique de Merikoski.
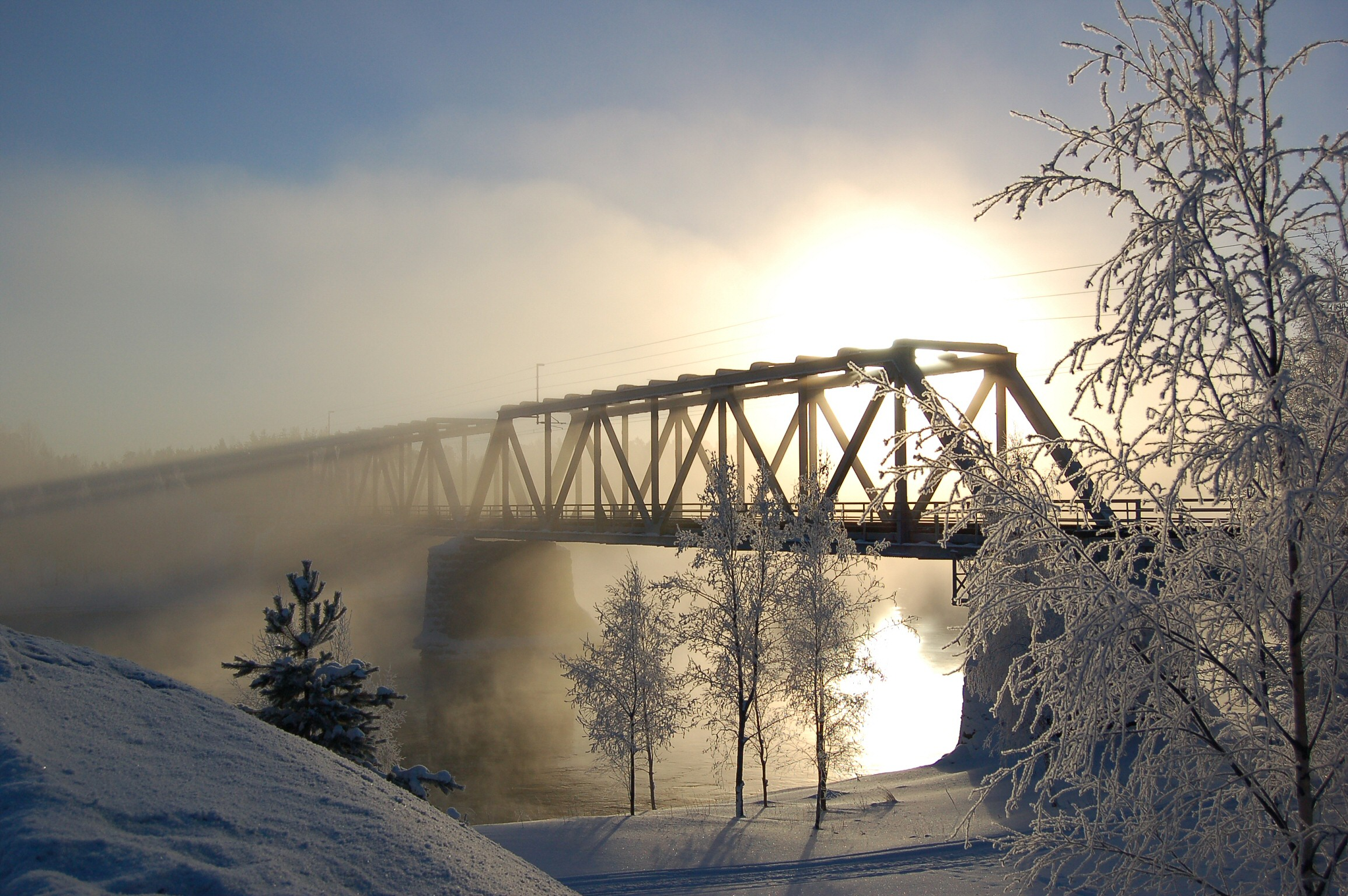
Pont ferroviaire de Vaalankurkku à Vaala.
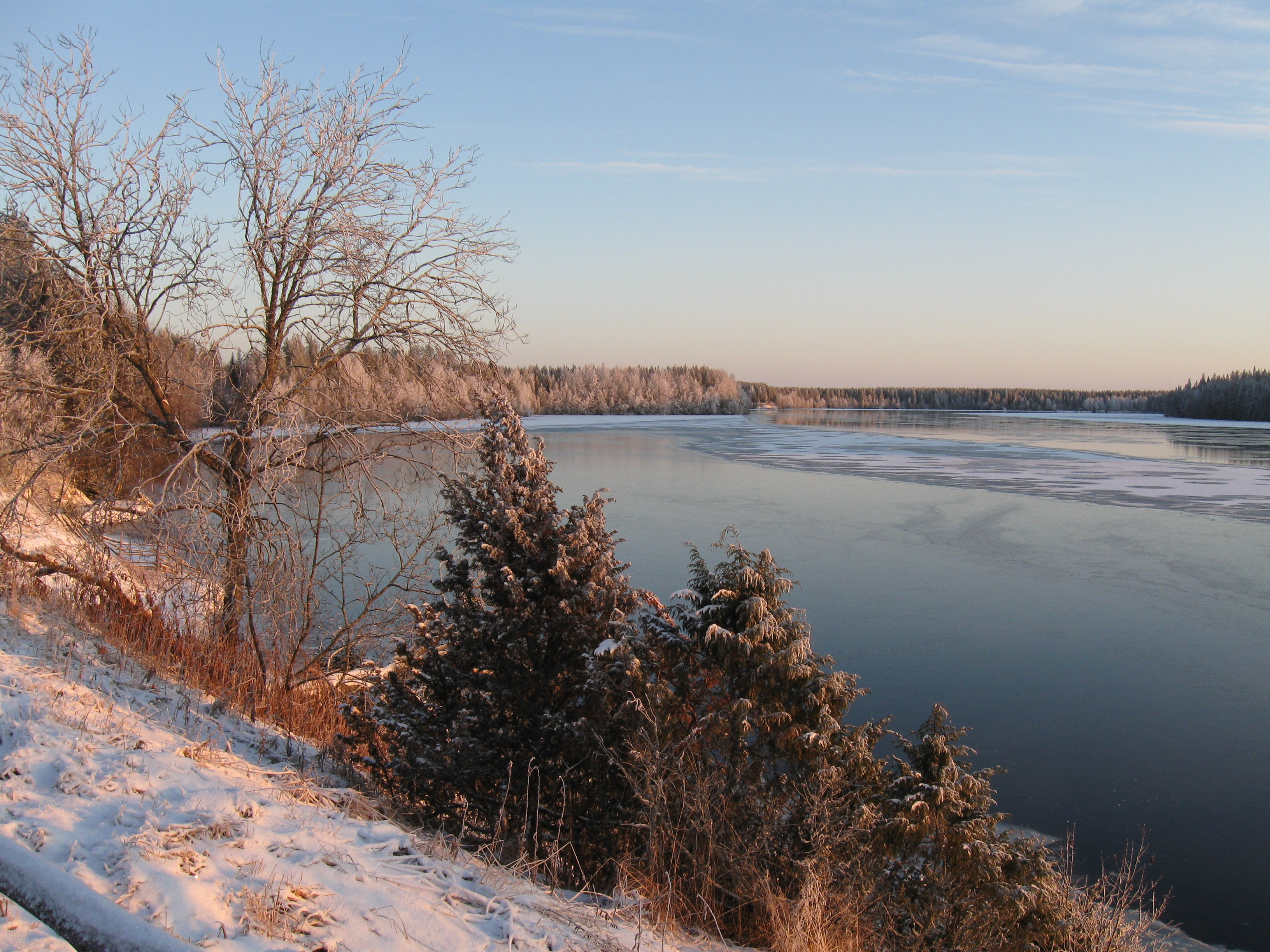
Maison de Lamminaho.
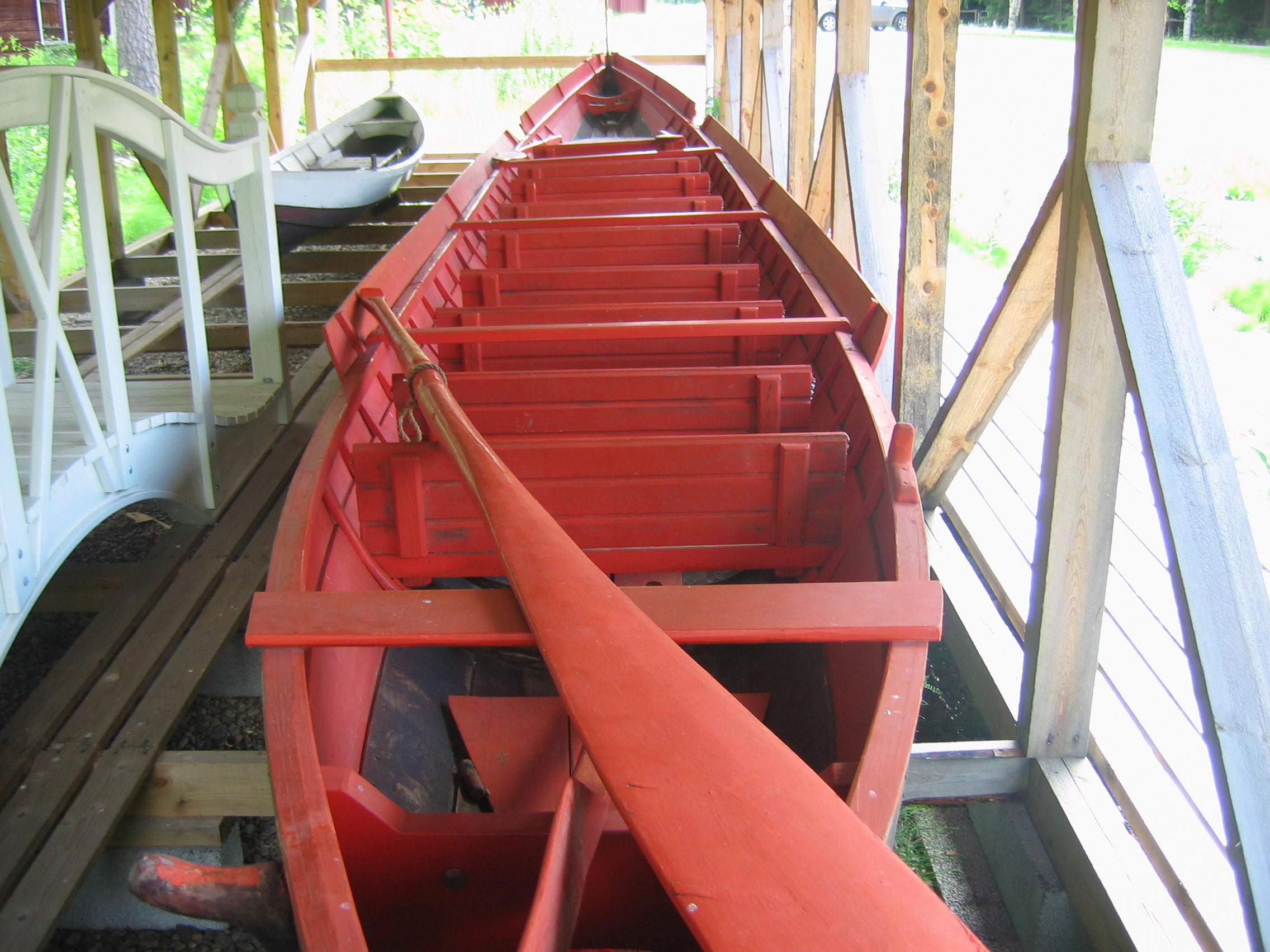
Barque a Utajärvi.